# Seikai (франшиза)
Seikai no Saga — неофициальное обобщающее название цикла романов Хироюки Мориоки в жанре «космическая опера». По мотивам романов было снято несколько аниме-сериалов и издана манга. Название возникло и распространено в среде фанатов романов.

## Перечень книг, сериалов и манги
- Seikai no Monshou, яп. 星界の紋章, «Звёздный герб» — роман в трёх томах, аниме, две версии манга.
- Seikai no Senki, яп. 星界の戦旗, «Звёздный флаг» — в настоящий момент шесть томов, три аниме-сериала, манга.
- Seikai no Danshou — сборники коротких рассказов (2 тома по 12 рассказов), аниме-спешал (1 серия).

## Игра слов в названии
Слово «сэкай» (яп. 世界) означает «мир», однако в названиях романов саги использован искусственный конструкт «сэйкай» (яп. 星界), означающий «звезда» (яп. 星 «хоси»,  читается также как «сэй») и «мир». Таким образом, «сэйкай» (яп. 星界) в названиях переводится как «Звездный мир».

## Описание мира
Человечество уже давно распространилось за пределы Солнечной системы. По-видимому, ранее проводилась политика колонизации, однако после потери связи с метрополией многие колонии остались предоставлены сами себе. Такова, например, планета Мартин, родина главного героя Дзинто. Планета Мартин была заселена самым первым межзвёздным кораблём «Лейф Эрикссон» (он взорвался в начале сериала), не имевшим планарного привода, а следовательно, добравшегося до цели позднее всех. Колонисты прожили на планете всего 192 года, в то время как у остальной галактики было 20 тысяч лет на то, чтобы создать звёздные империи. Однако наряду с «потерявшимися» колониями существуют и огромные звёздные империи. Две большие империи — это Человеческая империя Авов и Объединённое человечество, конфедерация четырёх независимых государств. Они контролируют, соответственно, половину и четверть всего населённого человечеством пространства. Аристократы Империи Ав называются авами. Это генетически модифицированные люди, приспособленные к жизни в космосе. Официально авами называются также «планетники», возведённые в дворянство империи, например, по выслуге лет.
Для авов обязательна служба в имперском военном флоте. Более того — у авов государство является флотом. Должность императора не наследуется, а передаётся после отставки предыдущего императора наиболее перспективному и хорошо себя зарекомендовавшему старшему офицеру флота (при соблюдении некоторых побочных условий, например — знатности рода и авских генов). Фактически власть находится в руках императора и кронпринцев — его родственников. (Согласно книгам, власть, скорее принадлежит совету бывших императоров. Именно они обычно планируют курс и политику империи). В какой-то мере такая структура власти схожа с институтом шейхов в арабских странах.

## Физика мира
Хироюки Мориока достаточно строг в плане используемой физики. За исключением, собственно, возможности путешествий быстрее света, мелкие физические подробности достаточно аутентичны: например «прыжок через вакуум» Дзинто хоть и опасен, но вполне возможен в реальности — Линн выпрыгивал в потоке воздуха, а не в чистом вакууме и сразу попал в шлюз с нормальной атмосферой.
Любопытно, что два фантастических предположения, необходимые для построения наблюдаемой в романах ситуации: большое количество «бывших» колоний и звёздные империи, — требуют двух фантастических допущений — «медленного» межзвёздного двигателя для заселения колоний и «быстрого» — для последующего возникновения империй. Однако автор обходится одним допущением: «медленный» двигатель можно превратить во входную точку «плоского пространства» — аналога гиперпространства во вселенной Мориоки.

## Человеческая империя ав
Язык и письменность авов
Авы говорят на специально придуманном автором языке — баронне. Баронн имеет некоторое сходство с древнеяпонским, однако имеет только фонетический алфавит. Первоисточник баронна, назовём его «древним баронном», возник как попытка очистить японский язык от иностранных заимствований. «Пра-авы» (см. историю основания Человеческой Империи Ав) говорили именно на этом языке. Со временем язык изменялся. В этом процессе можно выделить три фазы  :
- изменение или потеря гласных
- изменение согласных. Согласные, следующие после гласных, в основном сохранили первоначальное звучание
- добавление суффиксов.

Пример: японское слово «такамагахара» можно записать на «древнем баронне» как «tacamagahara». В процессе развития языка оно прошло формы «tacmgahar» и «lacmhacar», пока не превратилось в Lacmhacarh, название столицы Человеческой Империи Авов.
Есть основания полагать, что «родной» язык планеты Мартин, и, соответственно, Дзинто Линна, основан на английском.
Разделение на классы в Человеческой империи авов
Авы по рождению имеют право называть себя авами при соответствии их генетических модификаций определённым требованиям. Посвящённые в аристократию «планетники» также официально именуются авами. Примерами являются Самсонн, барон Фейбдаш-старший и главный герой Дзинто Линн. Таким образом, авом можно стать. Однако на практике планетники называют авами исключительно носителей авских генов, по их мнению, авом нужно родиться.
Авы составляют аристократию империи. Именно они владеют планетами, звёздными системами и переходами в плоское пространство. Кроме них, существуют граждане империи, напрямую подчиняющиеся императору, и подданные империи, имеющие её гражданство, но подчиняющиеся своему местному аристократу-аву.
При присоединении планеты Мартин к империи премьер-министр Линн стал авом, соответственно авом стал и его сын Дзинто. Все жители Мартина, не особо желая этого, стали его подданными.
В Seikai no Monshou, когда Лафир переманивала на свою сторону служанок барона Фейбдаша, она пообещала им полное гражданство империи — то есть подчинённость не барону Фейбдашу, а императору. На практике, она смогла лишь переподчинить их себе, но обещала попросить свою бабушку-императрицу дать им полное гражданство. Впоследствии Лафир выполнила своё обещание.
Дворянские и аристократические титулы Ав
Титулы записаны в виде «титул на баронне» — «японский перевод» — «английский перевод» — «русский перевод». На русском и английском могут варьироваться в зависимости от пола человека, носящего титул (барон/баронесса). Согласно книгам по крайней мере младшие представители имперской фамилии (принцы и принцессы) имеют также звёздную систему и соответствующий ей аристократический титул (в случае главной героини и её брата ― виконтов). Все титулы наследуемы. Для наследования титула, потенциальный наследник должен отслужить во флоте по меньшей мере десять лет. После этого титул может быть передан ему, а прежний носитель титула получит приставку Raika (означающую бывший/прежний).
Физиология авов
Всё потомство авов должно соответствовать определённым генетическим стандартам, в том числе:
- продолжительность жизни около 200 лет
- голубой цвет волос
- наличие специального органа пространственной ориентации («третьего глаза»)
- возможность долговременной жизни в космосе, то есть:
  - возможность переносить невесомость
  - возможность выдерживать большие ускорения.

Воинские звания
Звания записаны в виде «звание на баронне» — «японский перевод» — «английский перевод» — «русский перевод». Воинские звание среднего звена записываются десятичными приставками, ср. исторические десятник, тысячник.
Звания младшего звена определялись по положению истребителя в строю. Классическим строем авского звена был ромб — командир звена впереди, его заместитель сзади и три пилота в середине. Данная конфигурация и сохранилась в воинских званиях.
Структура флота
Подразделения звёздного флота указаны в виде «транскрипция баронна» — «японское название» — «английское название» — «русский перевод» — звание начальника. Должности типа «бранд-майор» переводятся по аналогии с русской традицией именования военных чинов.
Традиции и верования авов
Авы не верят в бога, государственная религия в Империи отсутствует. При этом для ав характерен фатализм. Как для себя формулирует Дзинто: «Если вероятность победы — 10 %, ав не задумываясь пойдёт в бой».

## Союз четырёх
За несколько лет до начала войны на Новой Сицилии собрались представители четыре из пяти крупнейших наций: Объединённое человечество, Республика Большого Альконта, Народный суверенный союз планет и Федерация Хания. Они заключили соглашение о взаимной защите, по которому, в случае нападения на одну из сторон или объявлении войны одной из сторон, остальные должны её поддержать.
Объединённое человечество
Вторая по развитию нация во вселенной Seikai. Инициатор Новосицилийского соглашения, а впоследствии и Союза четырёх. Считается, что именно Объединённое человечество развязало войну, проведя провокацию против Человеческой империи Ав. Кроме того, в боях с Империей участвуют войска именно Объединённого человечества, участие остальных сторон возможно выражается только в материальной поддержке.
Республика Большого Альконта
Народный суверенный союз планет
Федерация Хания
Хотя Федерация Хания была в числе четырёх наций, подписавших Новосицилийское соглашение о взаимной защите, она не вошла в Тройной Союз и не объявила войну Человеческой империи Ав, заняв нейтральную позицию.